# Nyssodectes veracruzi
Nyssodectes veracruzi là một loài bọ cánh cứng trong họ Cerambycidae.